# Ogilvie
Ogilvie es un distrito del departamento Vera, provincia de Santa Fe, Argentina. 
Fue fundado por Juan Ogilvie en 1890. En 1941 se instaló una estación del ferrocarril.
Depende administrativamente de la ciudad de Vera, de la cual se halla situada a 13,2 km al norte,  sobre la Ruta Provincial 3.
En el departamento existe una escuela, la Nro 6243 Gustavo Martínez Zuviría.